# Нижний Убукун

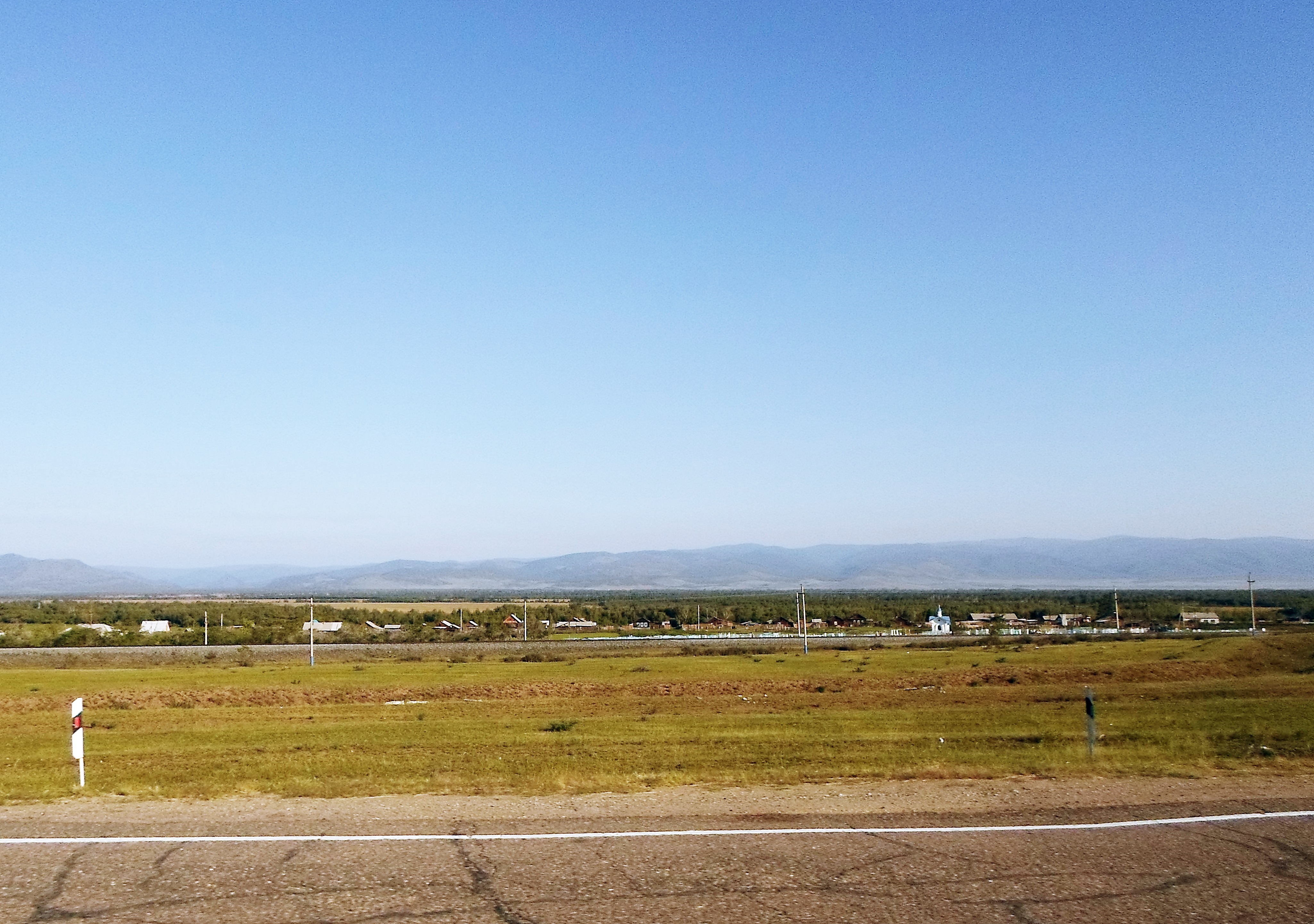
Нижний Убукун. Вид с Кяхтинского тракта

Ни́жний Убуку́н (бур. Доодо Бγхэн) — село в Селенгинском районе Бурятии. Входит в сельское поселение «Нижнеубукунское».

## География
Село расположено в 41 км к северо-востоку от районного центра, города Гусиноозёрска, на правом берегу реки Убукун, в 4 км от места её впадения в реку Оронгой. Является первым населённым пунктом Селенгинского района со стороны города Улан-Удэ, до которого 68 км. Вдоль южной окраины села проходит железнодорожная линия Улан-Удэ — Наушки, параллельно которой в 150 метрах к югу пролегает Кяхтинский тракт — федеральная автомагистраль А340. В 3 км к западу от села находится центр сельского поселения — улус Харгана.

## Население
| 2002 | 2010 |
| ---- | ---- |
| 214  | ↘207 |

## Инфраструктура
Фельдшерский пункт, ТОС, православная часовня при кладбище.